# 魏登菲爾德和尼科爾森
魏登菲爾德和尼科爾森（英語：Weidenfeld & Nicolson）通常縮寫為W&N，是英國小說和參考書的出版商。而自1991年開始，則成為獵戶星出版集團旗下的部門。

## 外部連結
- Weidenfeld & Nicolson blog （页面存档备份，存于）
- The Orion Publishing Group （页面存档备份，存于）